# Joshua Pearce
Joshua M. Pearce es un ingeniero y académico parte de Western University (previamente de Michigan Tech) conocido por su trabajo en campos como protocristalinos, energía solar fotovoltaica, tecnologías apropiadas y hardware libre, incluyendo impresoras 3D RepRap.

## Biografía
El Dr. Pearce recibió su doctorado en la Universidad Estatal de Pensilvania, donde su trabajo en protocristalinidad sirvió para el desarrollo de silicios amorfos para tecnología solar fotovoltaica. Esta investigación sigue en desarrollo. Por ejemplo, su equipo de investigación publicó estudio sobre el coste normalizado de la energía eléctrica para la energía solar, mostrando que la energía solar era económicamente competitiva con combustibles fósiles a lo largo de varias regiones geográficas. Su investigación sobre el modelado BDRF de reflectores demostró un aumento potencial en la producción energética de sistemas solares del 30%.
También un defensor activo de la causa de open source para el desarrollo técnico. Para su trabajo relacionado con la nanotecnología de fuentes abiertas, Ars Technica lo comparó con el activista del software libre, el estadounidense Richard Stallman. Utilizó impresión 3D y electrónicos de fuentes abiertas para el diseño de equipamiento científico, afirmando que existe tanto una innovación superior y costes más bajos. Al criticar su libro Open-Source Lab, la 3-D Printing Industry escribió: "Este es un manual que cada científico debería leer, pues contiene un mensaje tan potente y disruptivo que hacer ver al Anarchist Cookbook como un cuento de hadas."
Su investigación ha demostrado que la impresión de objetos en el hogar usando una impresora RepRap es menos costoso y mejor para el ambiente que comprando bienes fabricados convencionalmente. Su equipo desarrolló la recyclebot, una extrusora de residuos plásticos, el cual reduce el costo del filamento de impresión 3D impresión de los $35/kg a diez céntimos por kg, a la vez que hace que el reciclaje sea aun beneficioso al ambiente.
En 2013 su equipo liberó una impresora 3D open source capaz de imprimir en acero, la cual cuesta menos de USD 1,200, con el objetivo más el desarrollo tecnológico, según Scientific American. Esta reducción de costos fue muy significativa dado que el New York Times reportaba que las impresoras de metal comerciales en esos momentos costaban más de los USD500,000.
Desarrolló otros proyectos de bajo costo tales como SODIS para desinfectar el agua potable para países en desarrollo, utilizando la luz del sol, botellas y sal. Recientemente, el MIT Sloan Management Review informó que el Dr. Pearce ha combinado muchas de investigación para desarrollar impresoras 3D que permitan lograr el desarrollo sostenible.